# .470 Nitro Express
El .470 Nitro Express fue desarrollado  por Joseph Lang en Inglaterra para caza de animales peligrosos en África y la India. Este cartucho es utilizado casi exclusivamente en rifles dobles, y es una alternativa popular en África central y oriental para los guías de caza mayor para abatir presas como el búfalo del Cabo y el elefante africano.

## Descripción
El .470 NE era originalmente diseñado por Lang como substituto del.450 Nitro Express, después de la prohibición de proyectiles calibre .45 en varios países incluyendo la India, debido a que los proyectiles de los cartuchos .450 NE eran extraídos de sus casquillos para ser usados por indígenas en los rifles Martini Henry.577/.450, robados. 
Debido a que la bala es pesada y la capacidad de carga de pólvora es alta, el retroceso es alto pero no abrupto, haciéndolo menos violento al ser disparado que otros cartuchos de calibres similares.
El .470 NE continúa siendo el más popular de la línea de calibres Nitro Express. La munición y los componentes son fácilmente disponibles.